# Marina Várkonyi
Marina Várkonyi (ur. 21 marca 1970) – węgierska szpadzistka, wielokrotna medalistka mistrzostw świata.
Podczas mistrzostw świata w Denver w 1989 roku Węgierki w składzie: Gyöngyi Szalay, Mariann Horváth, Marina Várkonyi, Diana Eöri i Zsuzsanna Szőcs zdobyły złoty medal w turnieju drużynowym. W zawodach drużynowych zdobyła następnie złote medale na mistrzostwach świata w Budapeszcie (1991), mistrzostwach świata w Hawanie (1992), mistrzostwach świata w Essen (1993) oraz srebrne na mistrzostwach świata w Lyonie (1990). Ponadto wywalczyła brązowy medal w turnieju indywidualnym na MŚ 1991.
Nigdy nie wzięła udziału w igrzyskach olimpijskich.
Zdobyła złoty medal w szpadzie drużynowej na mistrzostwach Europy w Wiedniu w 1991 oraz indywidualnie na mistrzostwach Europy w Lizbonie rok później.